# Коэн, Ран
Ран Коэн (ивр. רן כהן‎; род. 20 июня 1937 года в Багдаде, Ирак) — израильский политик и государственный деятель, депутат Кнессета 11—17 созывов (1984—2009), министр торговли и промышленности 28-го правительства Израиля (1999—2000).

## Биография
Родился в Багдаде (Ирак). В 13-летнем возрасте репатриировался в Израиль через Иран. Провел юность в киббуце Ган-Шмуэль. Служил в десантной артиллерии, дошёл до воинского звания полковника (алуф мишне). По военной квоте учился в Тель-Авивском университете, получив степени бакалавра философии и экономики.
Выйдя в запас, занимался общественной и профсоюзной деятельностью, в том числе, был секретарём киббуца Ган-Шмуэль, участвовал в мирном движении в составе левой партии Шели, возглавлял её фракцию в Гистадруте, также возглавлял организацию «Бейт-Ор-Акива», занимавшуюся реабилитацией людей с наркотической зависимостью.
Впервые был выбран в кнессет в 1984 году от партии «Рац» Шуламит Алони, был переизбран от того же списка в 1988. В течение этих двух каденций входил в состав нескольких парламентских комитетов, в том числе, комитетов по иммиграции и абсорбции, труду и соцобеспечению, образованию и культуре, и т. д. возглавлял подкомитет кнессета 11-го созыва по обеспечению прав слепых и слабовидящих. После объединения левых партий МАПАМ, «Рац» и «Шинуй» переизбирался в Кнессет следующих пяти созывов от объединённой партии «Мерец», также работая в качестве члена или председателя ряда комитетов. Во второй половине 1992 года исполнял обязанности заместителя министра строительства Израиля.
В течение года с июля 1999 по июнь 2000 был министром торговли и промышленности Израиля. Дважды участвовал в перевыборах председателя партии Мерец, но безуспешно. В течение большей части своей парламентской и министерской карьеры концентрировался в основном на социально-экономических вопросах и обеспечении гражданских прав людей с различными ограничениями, меньше участвуя в вопросах внешней политики и израильско-арабских отношений.
Осенью 2008 года, на фоне двух неудачных попыток избрания (расцениваемых им самим как неприятие партией предложенного им направления дальнейшего развития) и ухода их политики Йоси Бейлина Ран Коэн принял решение уйти из политики, оставив её «молодому поколению». Несмотря на комментарий победившего его на выборах Хаима Орона, назвавшего Коэна символом обязательства «левых» бороться за социальную справедливости, экс-политик заявил, что хочет «открыть новую главу своей жизни и позаботиться о душе». С конца августа 2011 года возглавляет Израильский институт стандартов.
Женат, отец четырёх детей, в настоящее время проживает в иерусалимском пригороде Мевасерет-Цион.